# Kamal Sowah
Kamal Sowah (ur. 9 stycznia 2000 w Sabon Zango) – ghański piłkarz występujący na pozycji pomocnika w belgijskim klubie Club Brugge. Wychowanek Right to Dream Academy, w trakcie swojej kariery grał także w takich zespołach, jak Leicester City oraz OH Leuven.